# Fraião

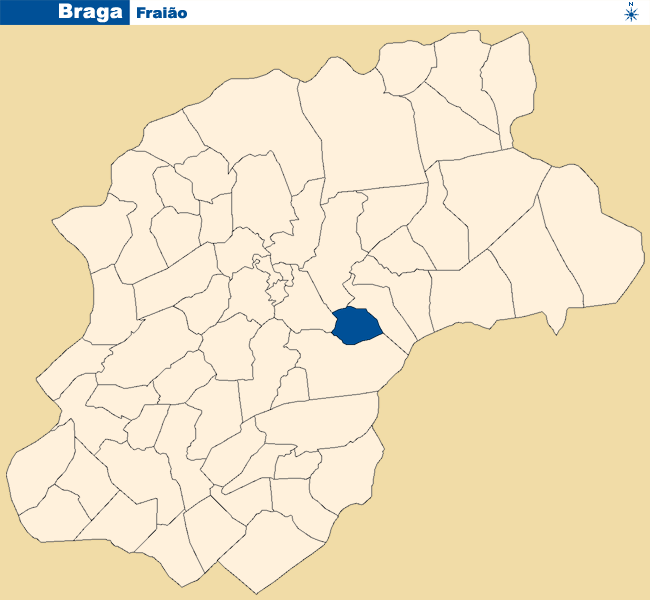

Fraião é uma povoação portuguesa do Município de Braga que foi sede da extinta Freguesia de Fraião, freguesia que tinha 1,23 km² de área e 4 605 habitantes (2011), e, por isso, uma densidade populacional de 3 743,9 hab/km².
A Freguesia de Fraião foi extinta em 2013, no âmbito de uma reforma administrativa nacional, tendo sido agregada às freguesias de Nogueira e Lamaçães, para formar uma nova freguesia denominada União das Freguesias de Nogueira, Fraião e Lamaçães com a sede em Nogueira.

## População
| População da freguesia de Fraião (1864 – 2011) | População da freguesia de Fraião (1864 – 2011) | População da freguesia de Fraião (1864 – 2011) | População da freguesia de Fraião (1864 – 2011) | População da freguesia de Fraião (1864 – 2011) | População da freguesia de Fraião (1864 – 2011) | População da freguesia de Fraião (1864 – 2011) | População da freguesia de Fraião (1864 – 2011) | População da freguesia de Fraião (1864 – 2011) | População da freguesia de Fraião (1864 – 2011) | População da freguesia de Fraião (1864 – 2011) | População da freguesia de Fraião (1864 – 2011) | População da freguesia de Fraião (1864 – 2011) | População da freguesia de Fraião (1864 – 2011) | População da freguesia de Fraião (1864 – 2011) |
| ---------------------------------------------- | ---------------------------------------------- | ---------------------------------------------- | ---------------------------------------------- | ---------------------------------------------- | ---------------------------------------------- | ---------------------------------------------- | ---------------------------------------------- | ---------------------------------------------- | ---------------------------------------------- | ---------------------------------------------- | ---------------------------------------------- | ---------------------------------------------- | ---------------------------------------------- | ---------------------------------------------- |
| 1864                                           | 1878                                           | 1890                                           | 1900                                           | 1911                                           | 1920                                           | 1930                                           | 1940                                           | 1950                                           | 1960                                           | 1970                                           | 1981                                           | 1991                                           | 2001                                           | 2011                                           |
| 214                                            | 207                                            | 193                                            | 182                                            | 214                                            | 209                                            | 384                                            | 391                                            | 569                                            | 467                                            | 711                                            | 1 121                                          | 1 468                                          | 2 131                                          | 4 605                                          |

## Património

### Igreja Paroquial de S. Tiago
É uma estrutura barroca, de espaldar, inserida num recinto de planta em L. Os elementos decorativos que se podem observar no interior, da autoria de André Soares, assemelham-se a muitos outros que se podem ver na cidade de Braga.

### Cruzeiro do Espírito Santo
Situado junto da Estrada da Falperra, foi erguido no século XVIII. Trata-se de um cruzeiro com pedestal prismático, coluna de secção circular e remate em cruz latina.

### Fonte das Águas Férreas
Foi construída em 1773, na sequência da descoberta de águas férreas na localidade.
Ver artigo Fonte das Águas Férreas